# Hinesburg
Hinesburg è una cittadina (Town) statunitense appartenente allo stato del Vermont, Contea di Chittenden.

## Geografia fisica
Secondo lo United States Census Bureau, la cittadina ricopre una superficie totale di 103,9 km², dei quali 103,1 di terra e 0,8 di acque.